# Piggstarr
Piggstarr (Carex spicata) är en flerårig gräslik växt inom släktet starrar och familjen halvgräs. Piggstarr växer tuvad med utåtböjda strån. Dess äldre rötter är violetta under barken, basala slidor violettbruna och upprispade. De klargröna bladen blir från två till tre mm breda och snärpets vidfästningslinje bildar en båge. axsamlingen är ganska utdragen, blir från två till fyra cm och innehåller tre till tio ax. De gulgröna axfjällen blir från fyra till fem mm och har en grön mittnerv. Fruktgömmena blir från 4,2 till 4,6 mm, är rakt utåtstående med rundad bas och utan korkartad vävnad, men med bred list vid kanten. Piggstarr blir från 30 till 75 cm hög och blommar från juni till juli.

## Utbredning
Piggstarr är vanlig i Norden och påträffas vanligtvis på öppen, torr näringsrik mark, såsom torrängar, bryn, vägrenar och parker. Dess utbredning i Norden sträcker sig till ett ganska stort område i södra Finland, Åland, hela södra och mellersta Sverige, stora delar av Danmark samt små utspridda områden längs Norges sydkust.

## Synonymer
- Carex contigua